# Cheraw (Kolorado)
Cheraw – miasto w Stanach Zjednoczonych, w stanie Kolorado, w hrabstwie Otero.